# Для любителів розв'язувати кросворди
«Для любителів розв'язувати кросворди» — радянський художній фільм 1981 року, знятий кіностудією «Грузія-фільм».

## Сюжет
Злочин, який відбувся, здається цілком звичайним: грабіж і вбивство. Однак майор Заза, який розслідує справу, стикається з незвичайним супротивником. Небезпечний рецидивіст не дарма отримав кличку «Інтелігент». Він не тільки цинічний і жорстокий, але і дуже хитрий…

## У ролях
- Гурам Пірцхалава —  майор Заза  (озвучував  Олександр Бєлявський)
- Зураб Кипшидзе —  Отарі, «Інтелігент»  (озвучував  Рудольф Панков)
- Тенгіз Цулая —  Джуга  (озвучував  Віктор Філіппов)
- Віктор Нінідзе —  Карпович  (озвучував  Костянтин Тиртов)
- Гега Кобахідзе —  Нукрі  (озвучував  Станіслав Захаров)
- Баадур Цуладзе —  полковник Сігуа  (озвучував  Юрій Чекулаєв)
- Гія Баліашвілі —  лейтенант
- Ніна Герасимова —  Ніно  (озвучувала  Ольга Гаспарова)
- Моніка Ґуні —  Манана  (озвучувала  Валентина Тежик)
- Вано Сакварелідзе —  Ніко Члаїдзе  (озвучував  Сергій Курилов)
- Гіві Тохадзе —  начальник виправної установи  (озвучував  Олексій Алексєєв)

## Знімальна група
- Режисер:  Баадур Цуладзе
- Сценарист:  Гія Бадрідзе,  Баадур Цуладзе
- Оператор: Гіві Рачвелішвілі
- Композитор: Михайло Одземе
- Художник: Борис Цхакая